# Fort de Bois-l'Abbé
Ne doit pas être confondu avec Le Bois-l'Abbé.
Le fort de Bois-l'Abbé, brièvement appelé fort Poniatowski, est une fortification faisant partie de la place forte d'Épinal, situé au nord-est de la commune Uxegney.
Il est un exemple de fortification de l'Est de la France de type Séré de Rivières, faisant partie intégrante de la place forte d'Épinal. Il est entretenu par l'association ARFUPE qui restaure aussi le fort d'Uxegney et se visite uniquement le 14 juillet et le dimanche des journées du patrimoine.

## Historique
Le décret d'utilité publique date du 30 juin 1876
Par le décret du 21 janvier 1887, le ministre de la Guerre Georges Boulanger renomme tous les forts, batteries et casernes avec les noms d'anciens chefs militaires. Pour le fort de Bois-l'Abbé, son « nom Boulanger » est en référence au prince Józef Antoni Poniatowski : le nouveau nom devait être gravé au fronton de l'entrée. Dès le 13 octobre 1887, le successeur de Boulanger au ministère, Théophile Ferron, abroge le décret. Le fort reprend officiellement son nom précédent.
Le prince Poniatowski est né à Vienne en 1763 et mort lors de la retraite ayant suivi la bataille de Leipzig, le 19 octobre 1813, en essayant de franchir l'Elster Blanche à cheval. Prince de Pologne et du Saint-Empire romain germanique, il se couvrit de gloire pendant la campagne de Russie et lors de la bataille de Leipzig. Il mourut trois jours après avoir accédé au maréchalat. Il repos à Cracovie avec les rois de Pologne.
Contrairement à son voisin le fort d'Uxegney, ce bâtiment n'a été l'objet d'aucune profonde modernisation après sa construction. Le fort a perdu son importance stratégique à la suite de la crise de l'obus-torpille de 1885.
Le fort fait l’objet d’une inscription au titre des monuments historiques depuis le 29 avril 2002.

## Description du fort

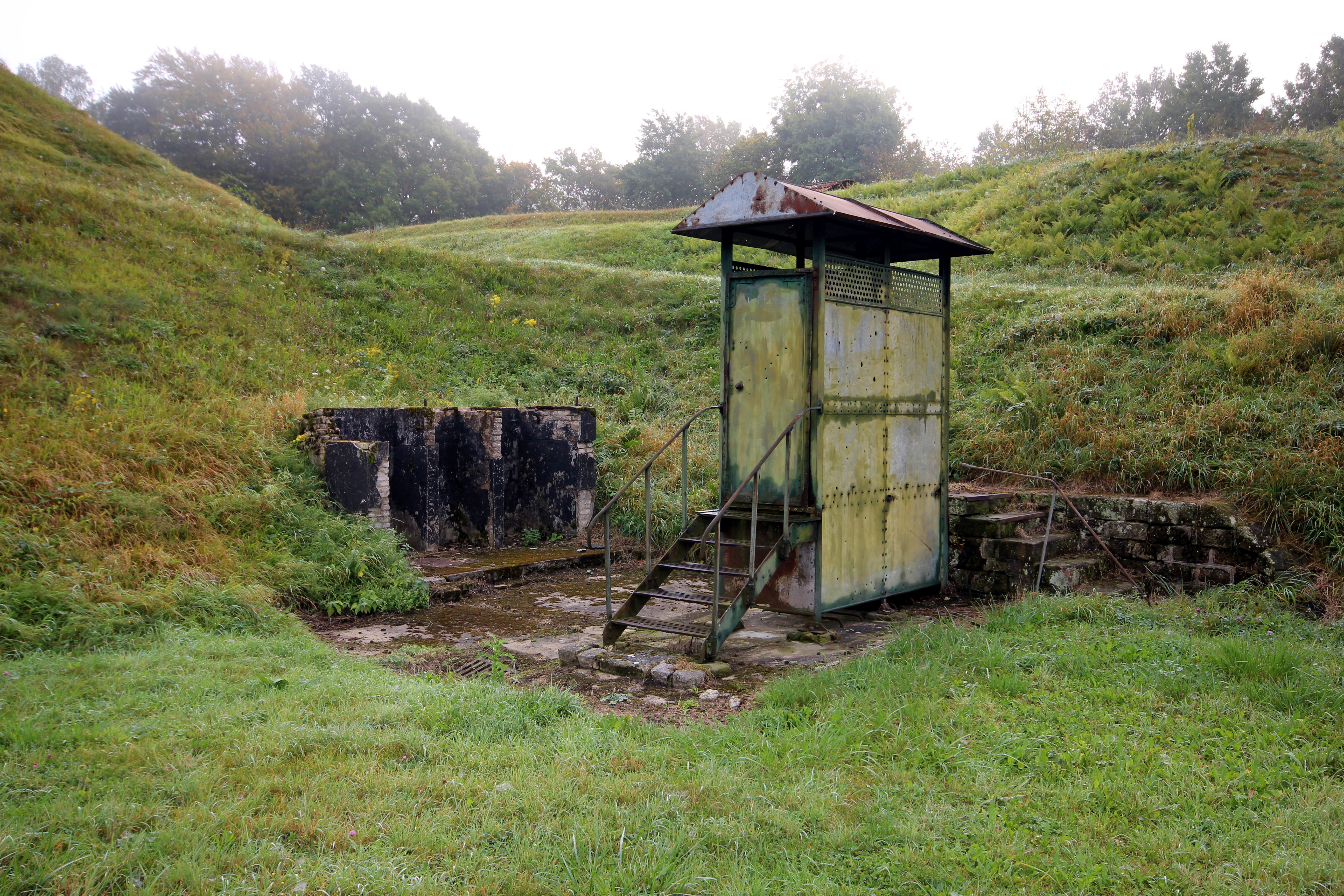
Les édicules Goux dans la cour du fort.

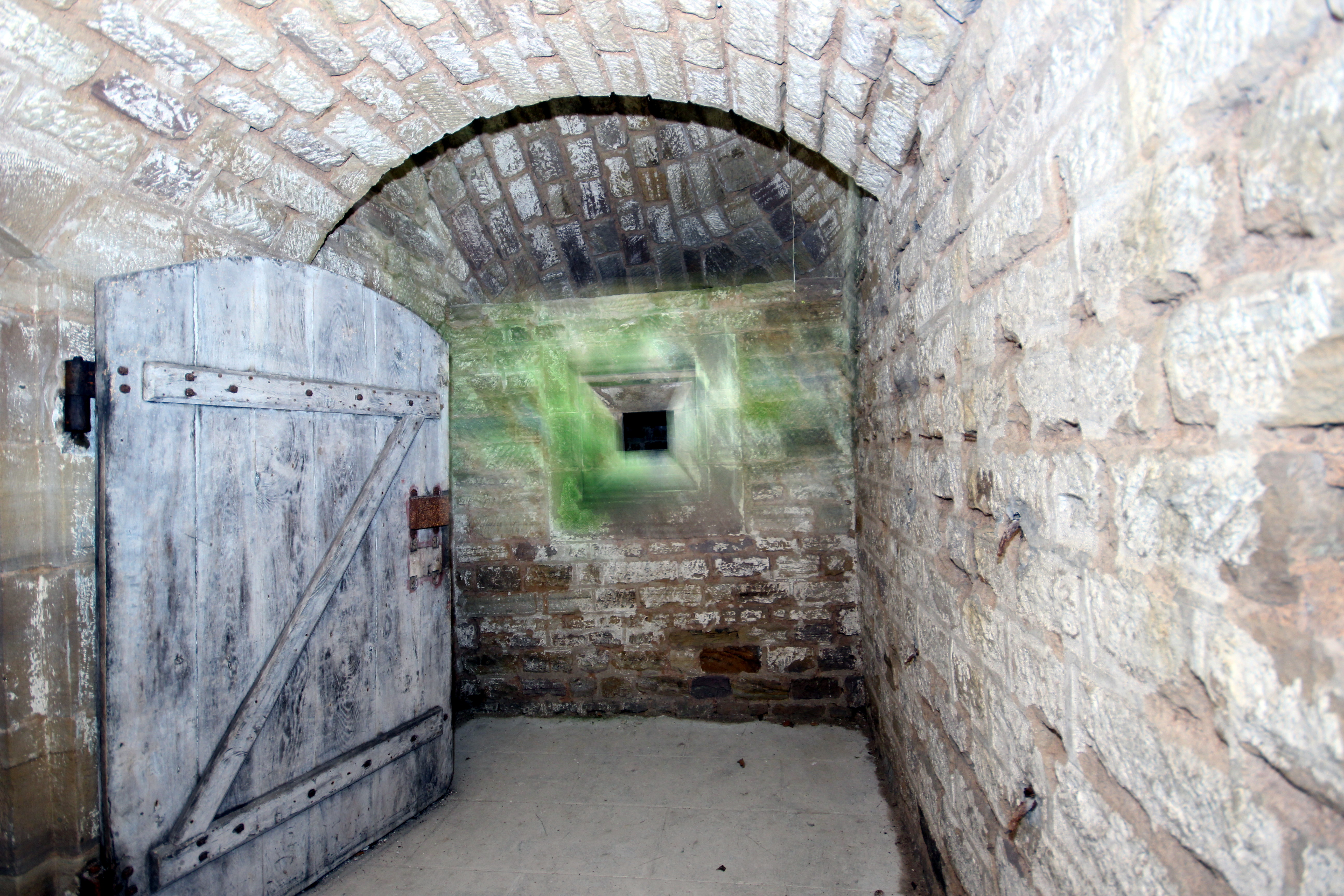
Le vestibule du magasin à poudre modèle 1874.

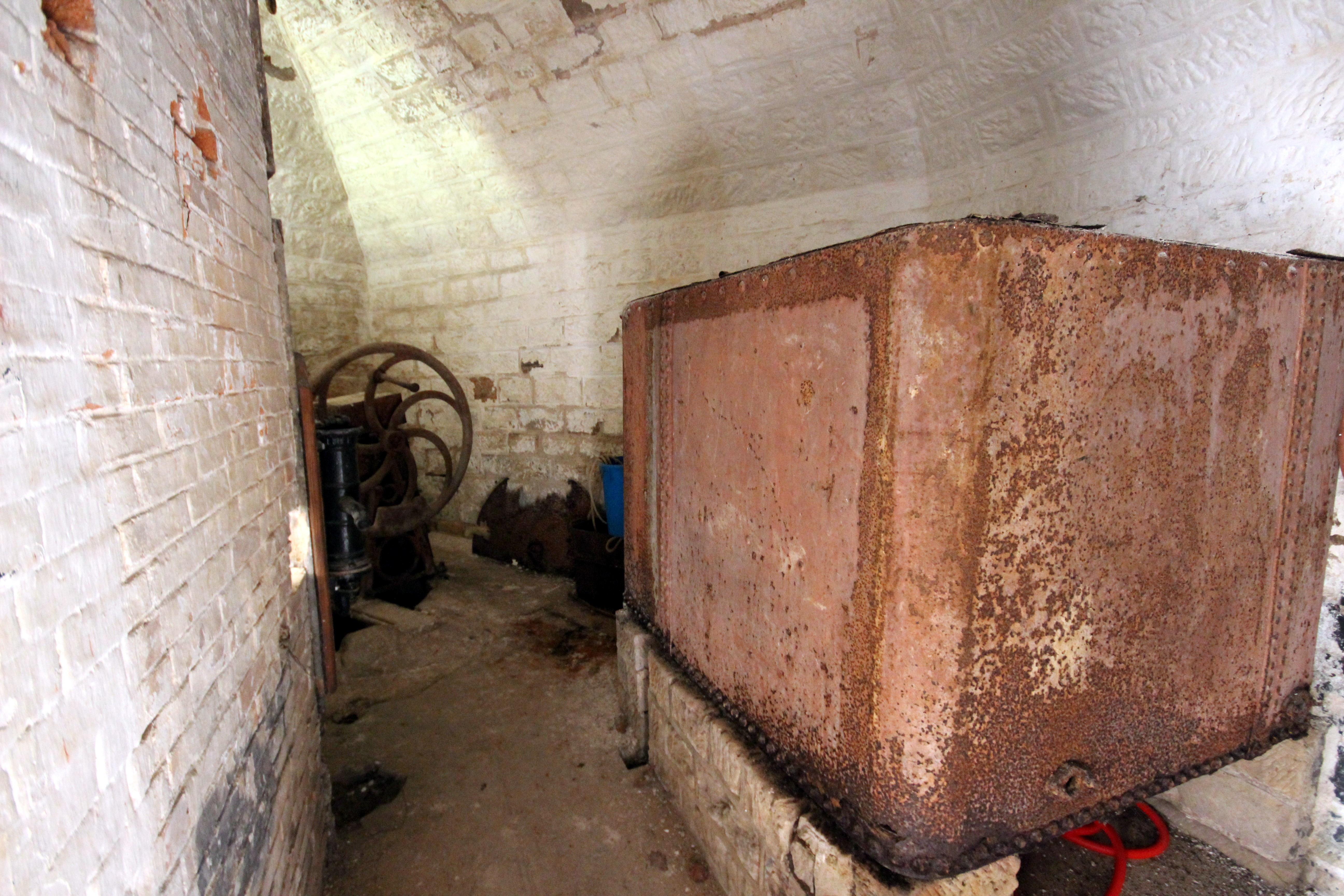
Le puits et la citerne de consommation journalière.

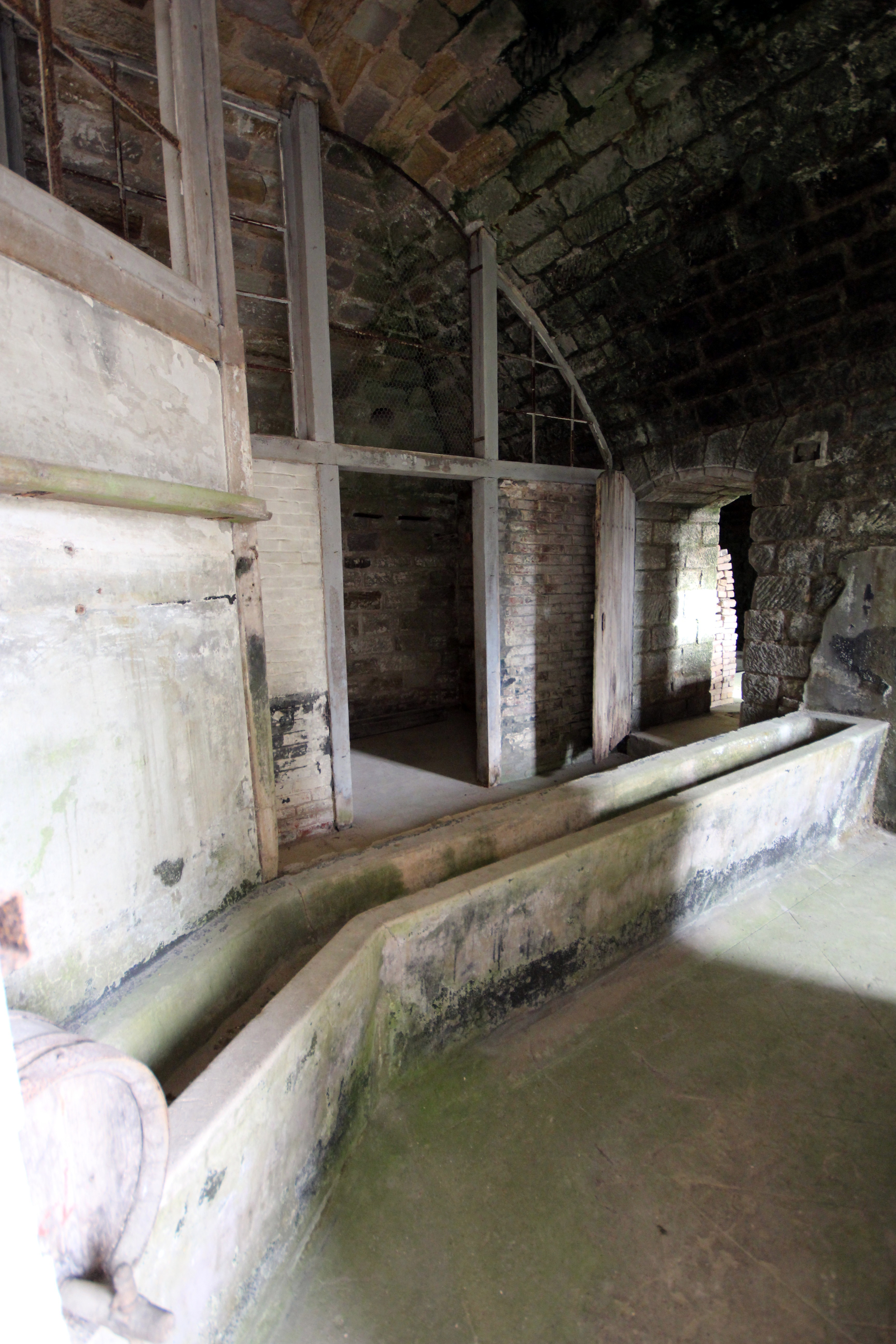
Le lavabo de troupe dans le casernement.

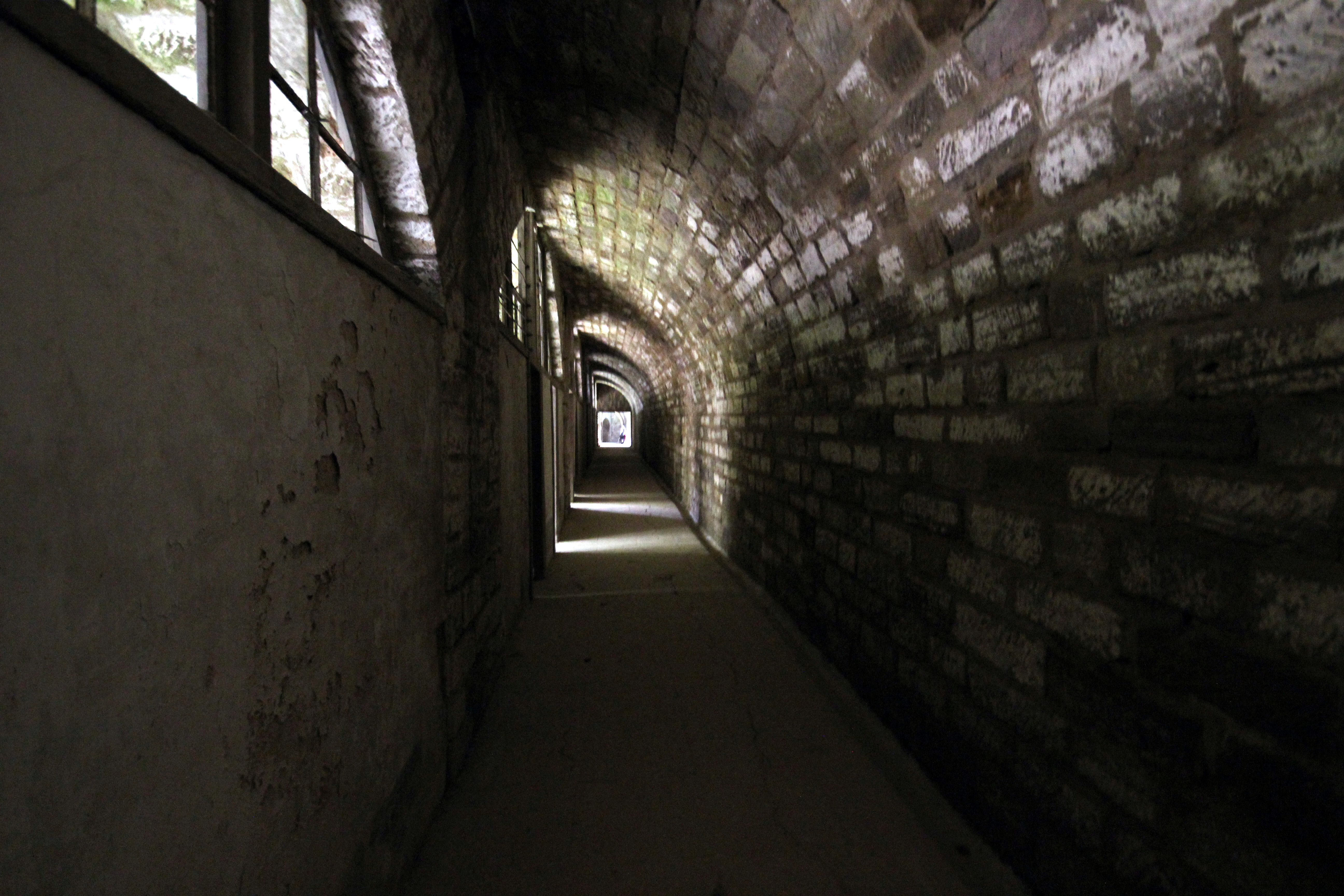
La galerie d'accès aux ateliers de chargements.

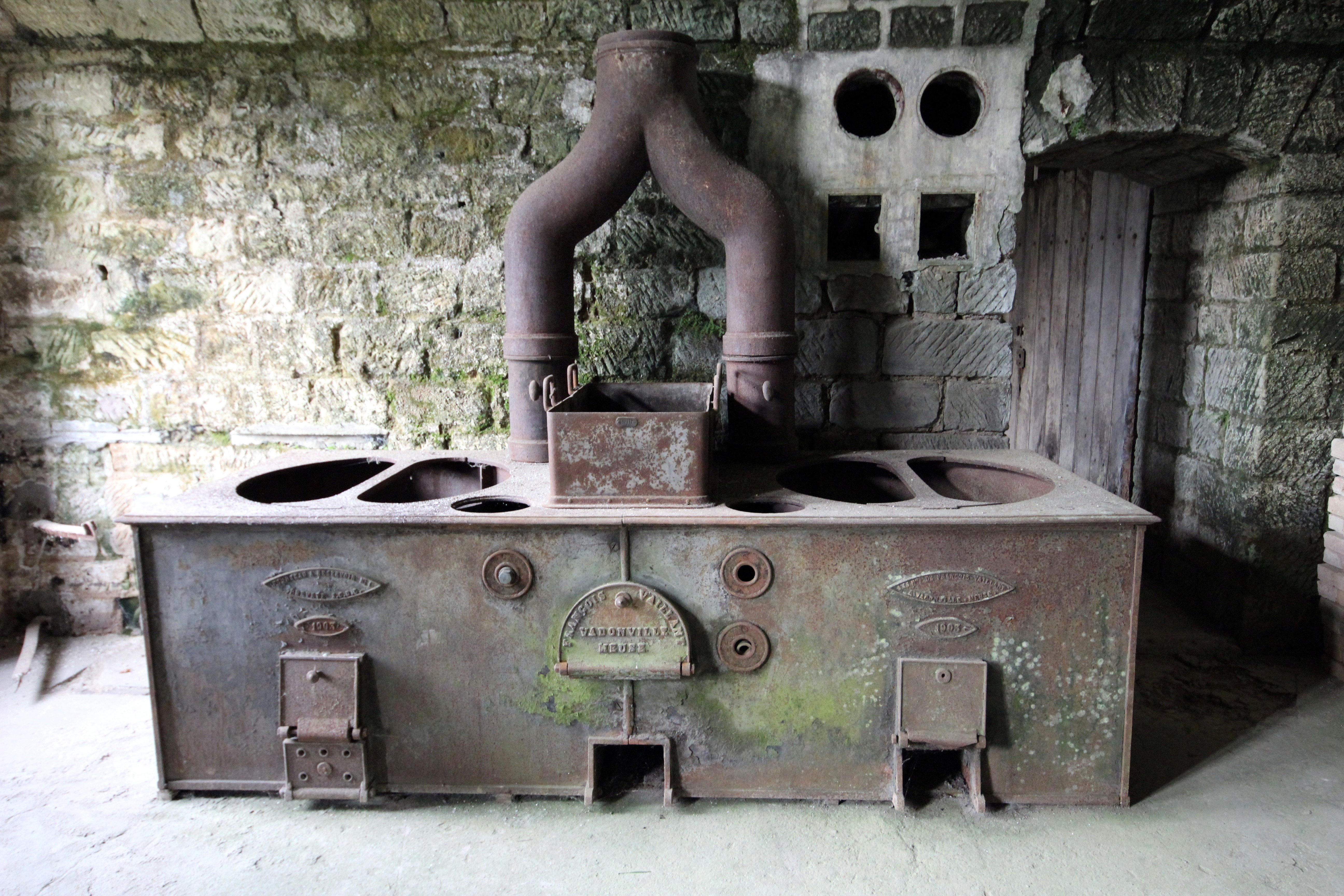
La cuisinière François Vaillant dans la pièce voisine du M de l’artillerie.

C'est un fort Séré de Rivières de deuxième génération. Le fort fut construit de 1884 à 1885, en une seule année. Petit fort trapézoïdal au périmètre défendu par deux ailerons, saillant I e III, et une caponnière double saillant II. L'entrée s'ouvre à peu près au premier tiers de la longueur du fossé de gorge. La voie d'accès sur la contrescarpe est en tranchée. Les grilles coiffant la contrescarpe au niveau des trois caponnières sont présentes. Sept casemates, dont les logements des officiers, plus les latrines, s'ouvrent sur la gorge à la droite de l'entrée. Le porche de l'entrée est précédé d'un pont à bascule en dessous à mouvement assisté dont le levier de commande se situait dans le corps de garde sur la gauche. Avec des variantes de détail, ce modèle de pont se rencontre essentiellement dans les places d'Albertville et de Nice.
À la gauche du corps de garde en question, quatre autres locaux se succèdent jusqu'à la galerie d'escarpe crénelée menant à l'aileron du saillant I. Le porche se prolonge au-delà du couloir arrière de circulation de tous ces locaux tout en laissant sur la gauche les locaux de l'artillerie, dont le magasin à poudre de 30 tonnes de poudre noire. Ce porche franchi, on débouche dans la cour centrale. Sur la gauche s'alignent les quatre travées sur un seul niveau du casernement de la troupe, qui se prolonge après brisure sur la droite où quatre autres casemates, dont la manutention, se succèdent. Dans la brisure, la gaine d’accès de plain-pied vers la caponnière double est jouxtée de locaux et magasins, locaux parmi lesquels on trouve le puits et les lavabos.

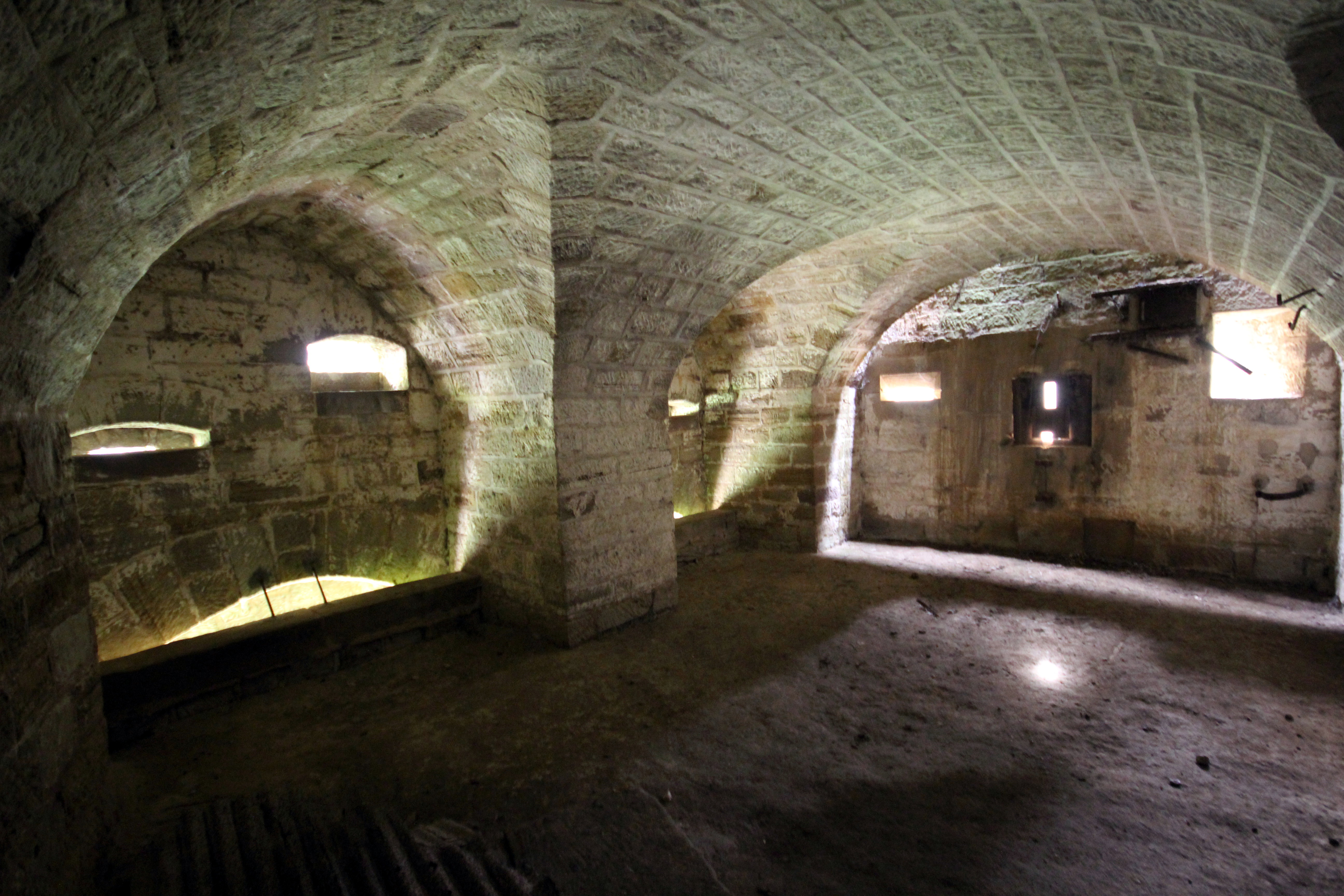
La caponnière de gorge.
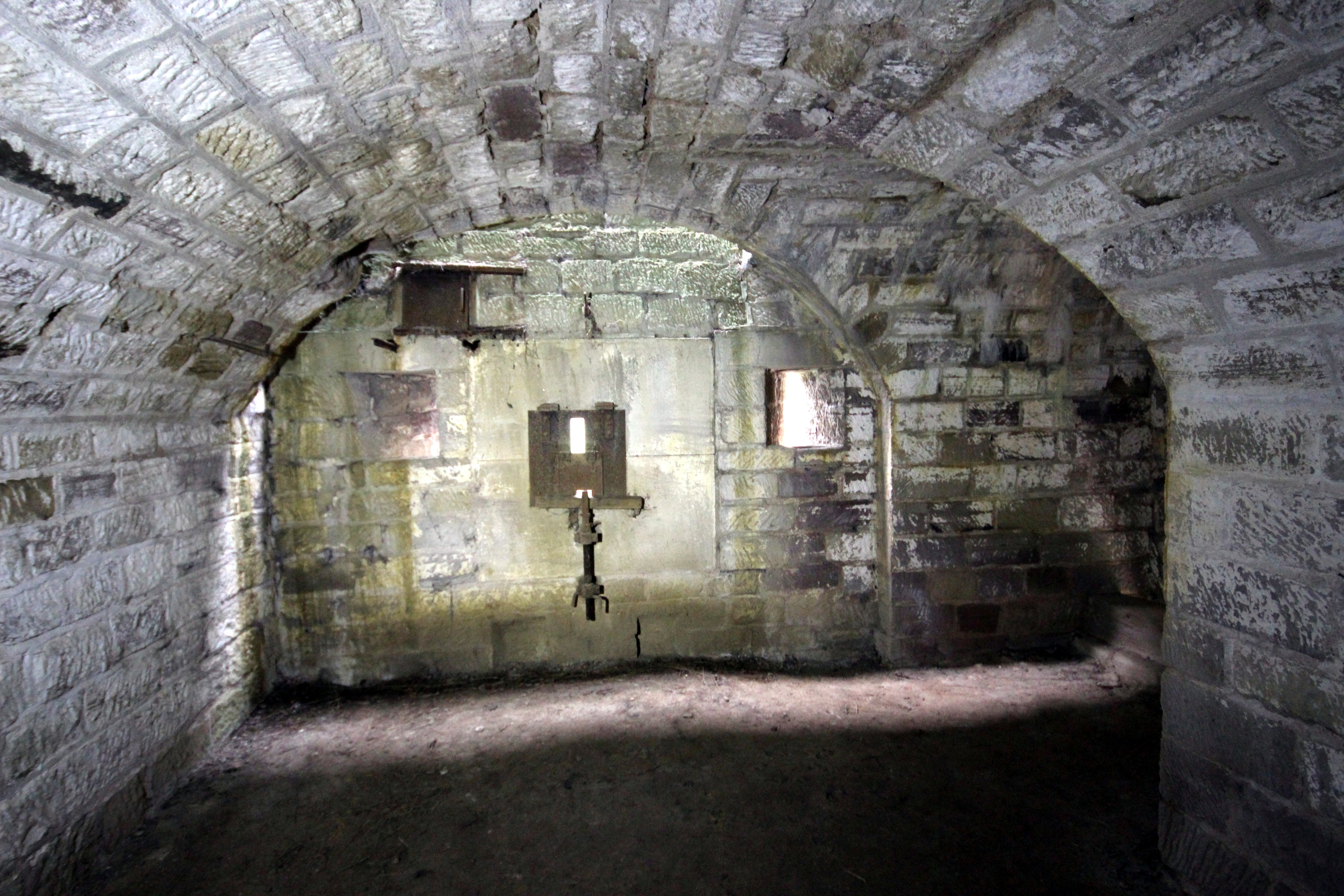
La caponnière simple du saillant 3.
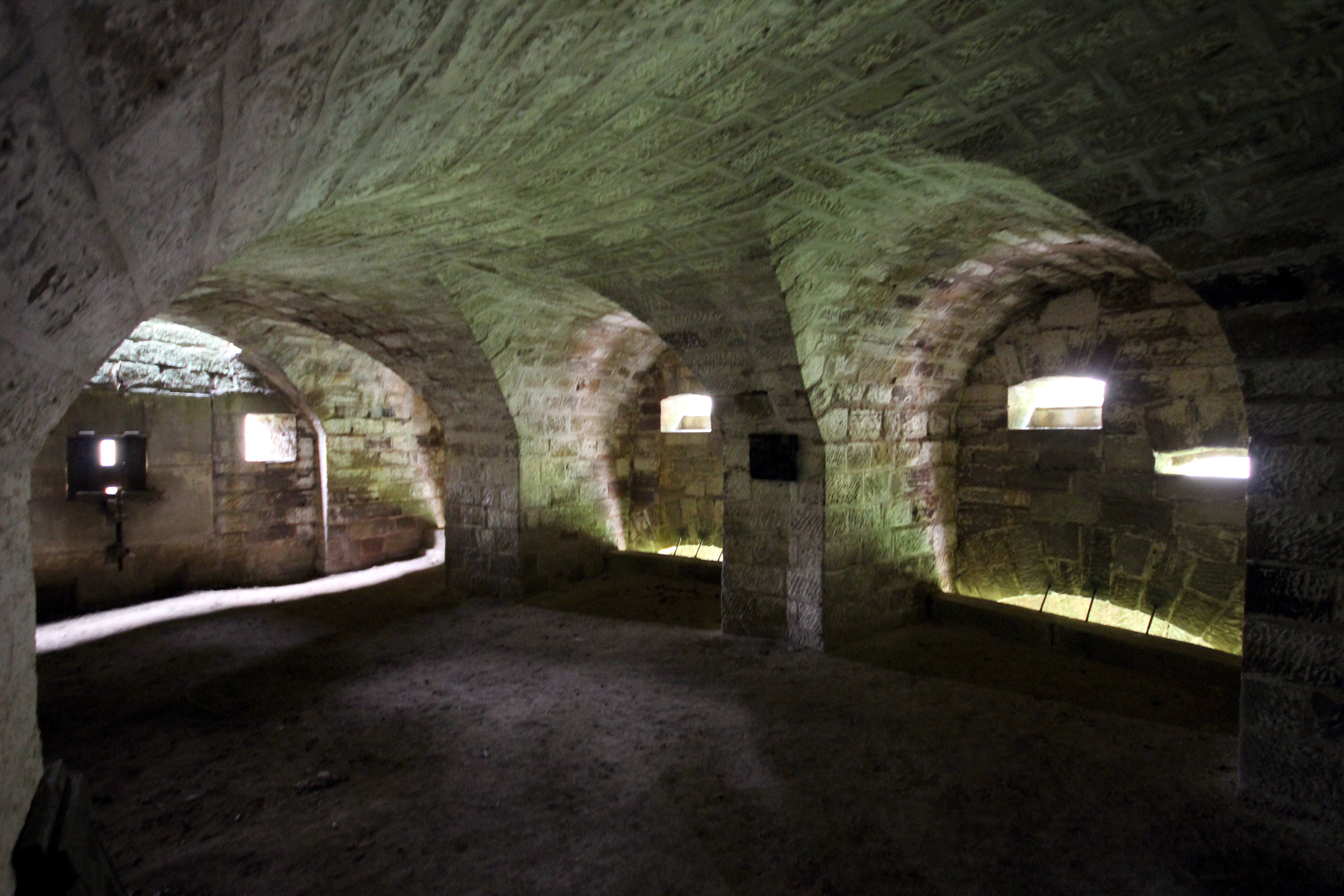
La caponnière double.

Fait insolite pour un fort de cette époque, avant la crise de l'obus-torpille s’entend, il est possible de joindre n'importe quel local au départ d'un autre tout en restant à l'abri. Ainsi, depuis les latrines à droite du casernement des officiers, est-il loisible de gagner l'aileron du saillant III sans se risquer à l'air libre. Seule l'unique traverse-abri adossée au front III-IV contrevient à ce constat. Ce n'est pas l’unique singularité, tant s'en faut, de ce fort qui n'est petit que par la taille. Les maçonneries de moellons y sont d'une qualité et d'une variété étonnantes. Les fours à pain, du modèle Lamoureux, sont pleinement opérationnels. Le puits d'eau potable est encore surmonté de sa pompe et son local abrite toujours une citerne métallique. Les caponnières sont les seules connues à montrer des supports de mitrailleuses modèle 1900 ainsi que les volets obturateurs correspondants. Pour accéder au cavalier, les deux cages d"escalier, qui ne sont pas sans rappeler celle du fort de la Grande Haye, sont grandioses et d'une ampleur inattendue dans un si petit fort. À proximité, le couloir exhibe une superbe voûte à plusieurs ressauts. Le sas d"entrée du magasin à poudre est très particulier. Le mur de la porte d'entrée et celui, opposé, du créneau à la lampe, sont béants dans leur partie supérieure. Ces ouverture communiquent avec le grand puits de lumière coiffant ce sas. Au lieu d'avoir, comme le prévoient les instructions de 1874, un escalier partant du sas pour gagner le pied de ce puits de lumière, on a préféré chanfreiner l'épaisseur du mur de la porte d'entrée et pouvoir ce plan oblique d'échelons. Pas d'autre exemple similaire et il a fallu bien du savoir faire aux maçons pour gérer ces arcs et ces droites. L'accès aux vides ventilés de ce magasin s’effectue depuis la chambre aux lampes, via un puits pourvu d'échelons. Le fort a conservé l'essentiel de ses huisseries dont la quasi-totalité de ses portes avec marquages de destination des locaux. Les lanterneaux des puits de lumière ont été restaurés et ont retrouvé leurs vitres. Plusieurs cuves pour canons de DCA garnissent les dessus. Des édicules Goux trônent encore dans la cour. Cette liste de spécificités n'est pas exhaustive. jusqu'en 1995, Bois l'Abbé dépérissait sous un dôme de végétation, oublié de tous. De tous ? Non, car les gens de l'ARFUPE ont réussi à le prendre sous leur aile et, tout comme ils ont ressuscité Uxegney, ils ont accompli ici un authentique miracle avec le même souci du détail duquel transpire un amour passionnel pour ce précieux patrimoine. Les travaux de restauration à Bois l'Abbé, toujours en cours, sont de ceux qu'il convient de citer en exemple. Par ailleurs, l'amateur souhaitant voir un fort éclairé comme à l'époque est invité à se rendre au fort chaque 14 juillet. Nul n'a jamais regretté le déplacement.
Pompe à eau : type foulante, bon état apparent, une roue d'un diamètre de 112 cm, avec manivelle. Le réservoir journalier est présent dans le même local
Un fourneau François-vaillant modèle 1903 type A ou B récupéré en juillet 1997 au casernement de la cochette à Briançon. Parfaitement restauré. Le marmites ont été refaites ex nihilo par les élèves du lycée Camille claudel à Remiremont. Un second, même modèle même type, non encore restauré, a été récupéré en même temps au même endroit et déposé au fort voisin de bois l'Abbé.
- Type A (hauteur 80 cm, longueur 120 cm, profondeur 108 cm (nombre de marmites 4 de 100, 110 ou 125 litres, nombre de marmites d'eau chaude 2 de 50 litres ;
- type B (hauteur 80 cm, longueur 132 cm, profondeur 102 cm (nombre de marmites 2 de 75 litres, nombre de marmites d'eau chaude 1 de 40 litres

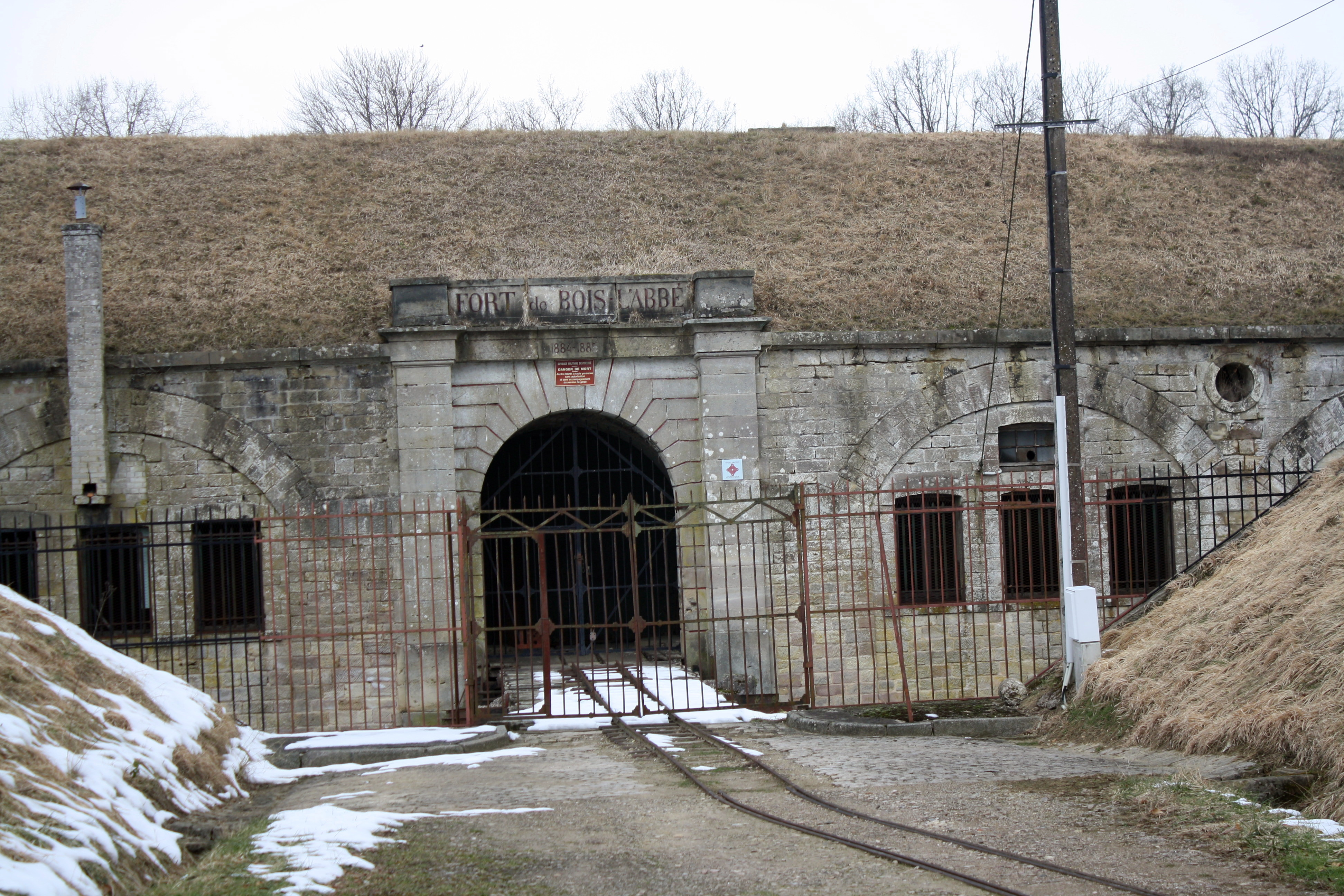
L'entrée du fort du Bois l'Abbé.
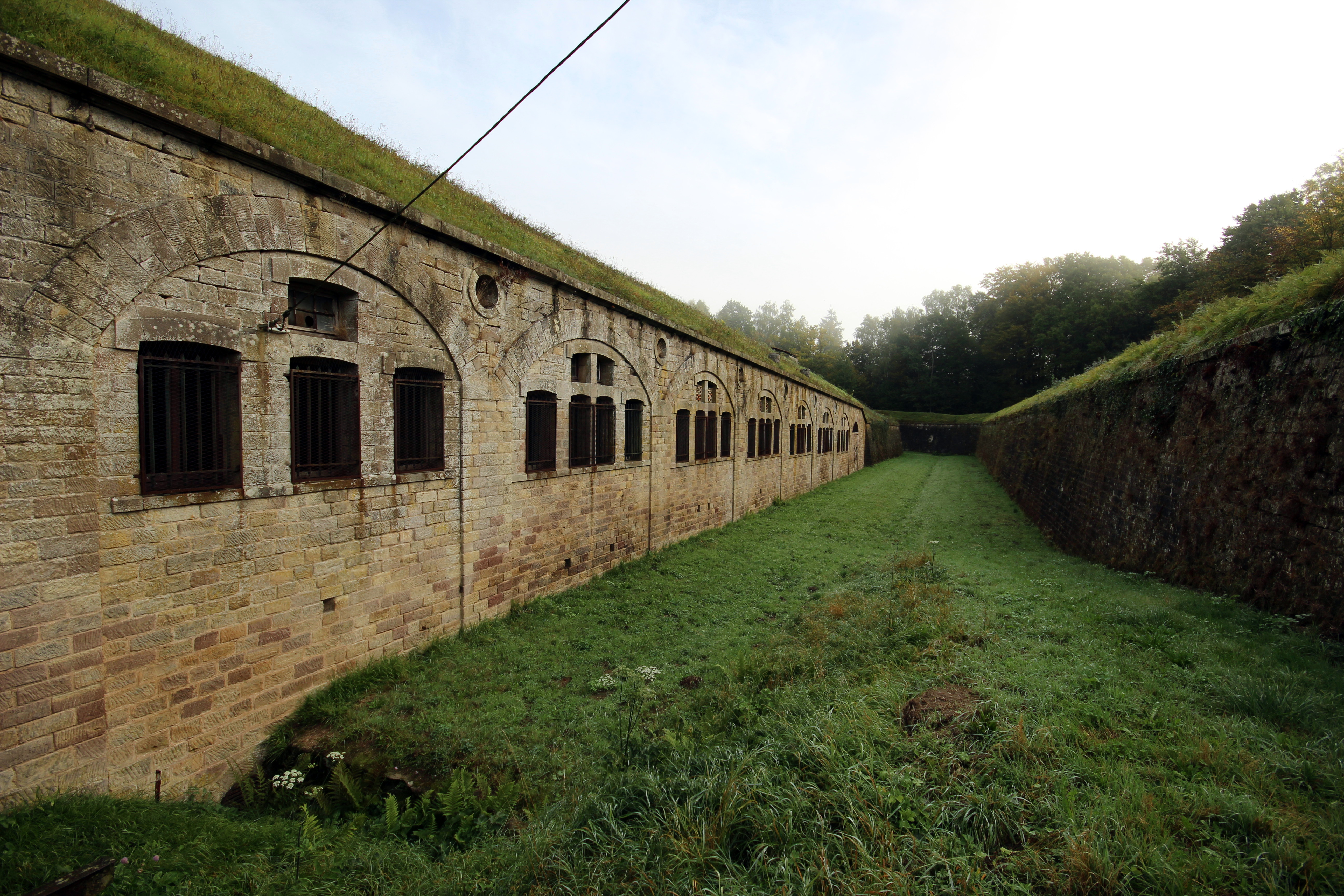
Le casernement et le fossé.
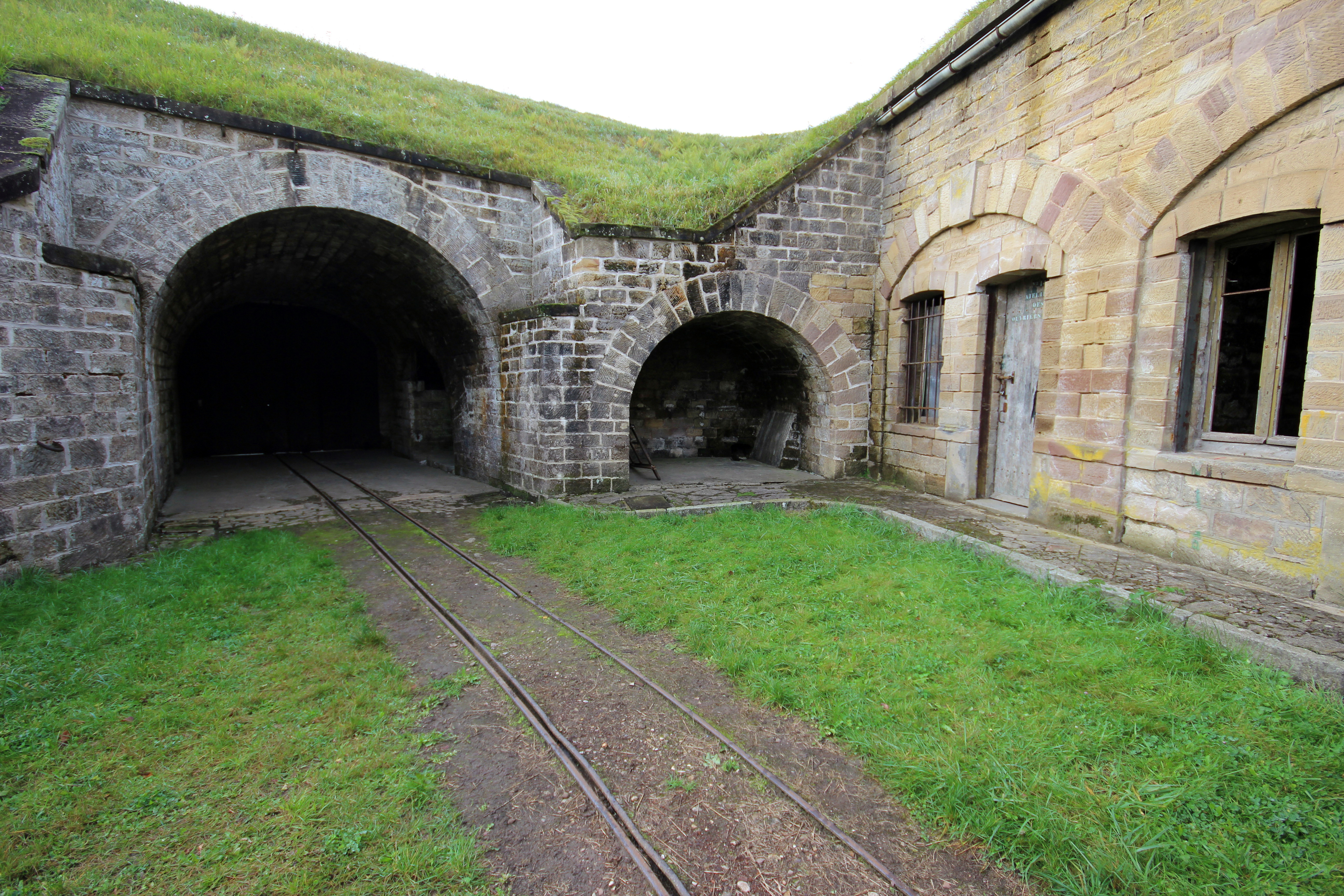
Le tunnel de l'entrée du fort.
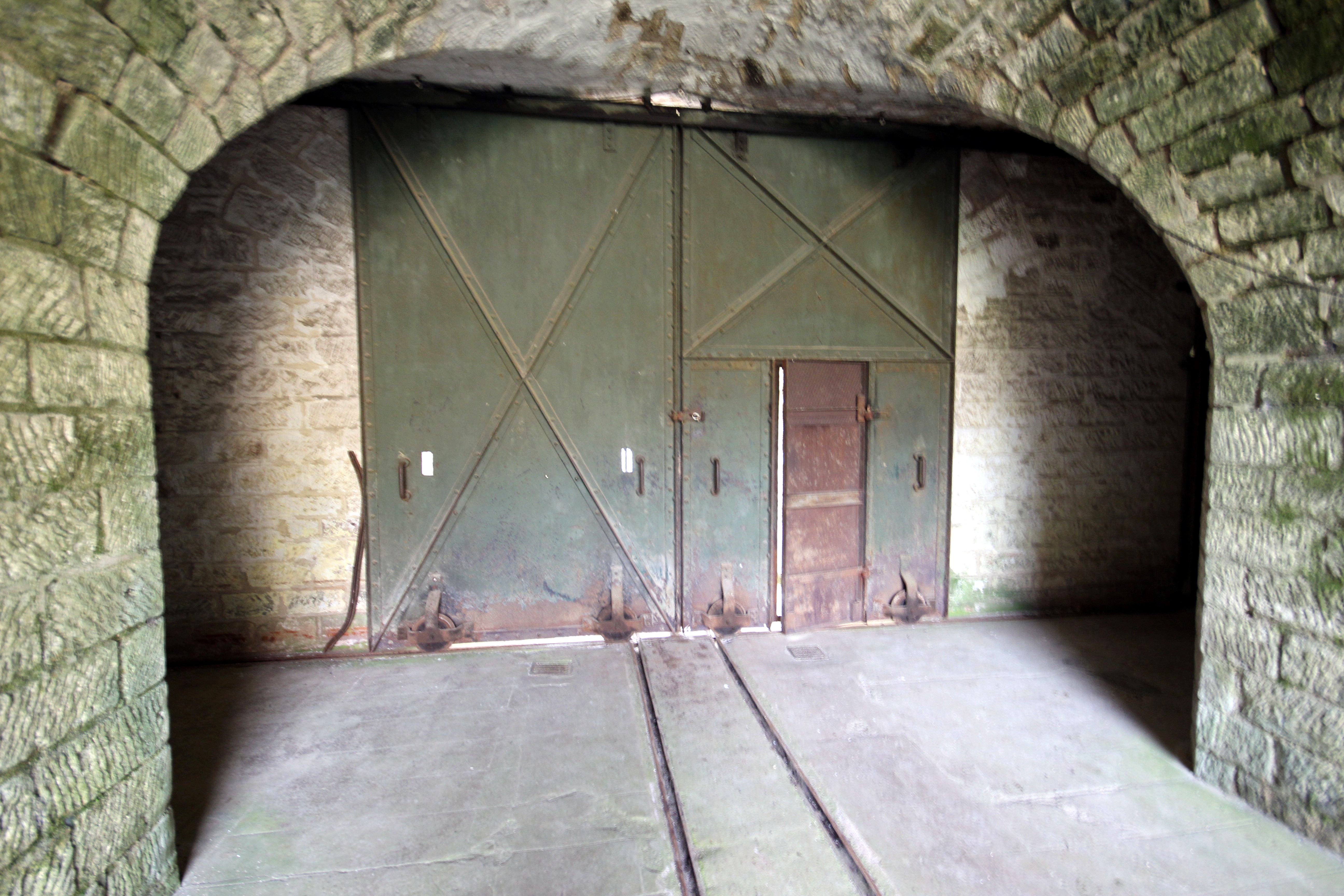
La porte blindée du fort.

Le fort a été construit en plein air avec la pierre locale (grès provenant d'une carrière à Les Forges), qui a été recouverte de terre provenant de l'excavation des fossés et le nivellement du terrain environnant. L'armement se composait de quatre canons de 120 mm et deux de 90 mm positionnés sur des plateformes sur le sommet du fort. Son rôle était de surveiller la route venant de Domèvre-sur-Avière au nord-ouest, et les débouchés possibles de la forêt du Souche au nord et à l'est. Il complétait ainsi l'action du fort d'Uxegney en ayant de meilleures vues sur ces voies d'accès, peu visibles de ce dernier.

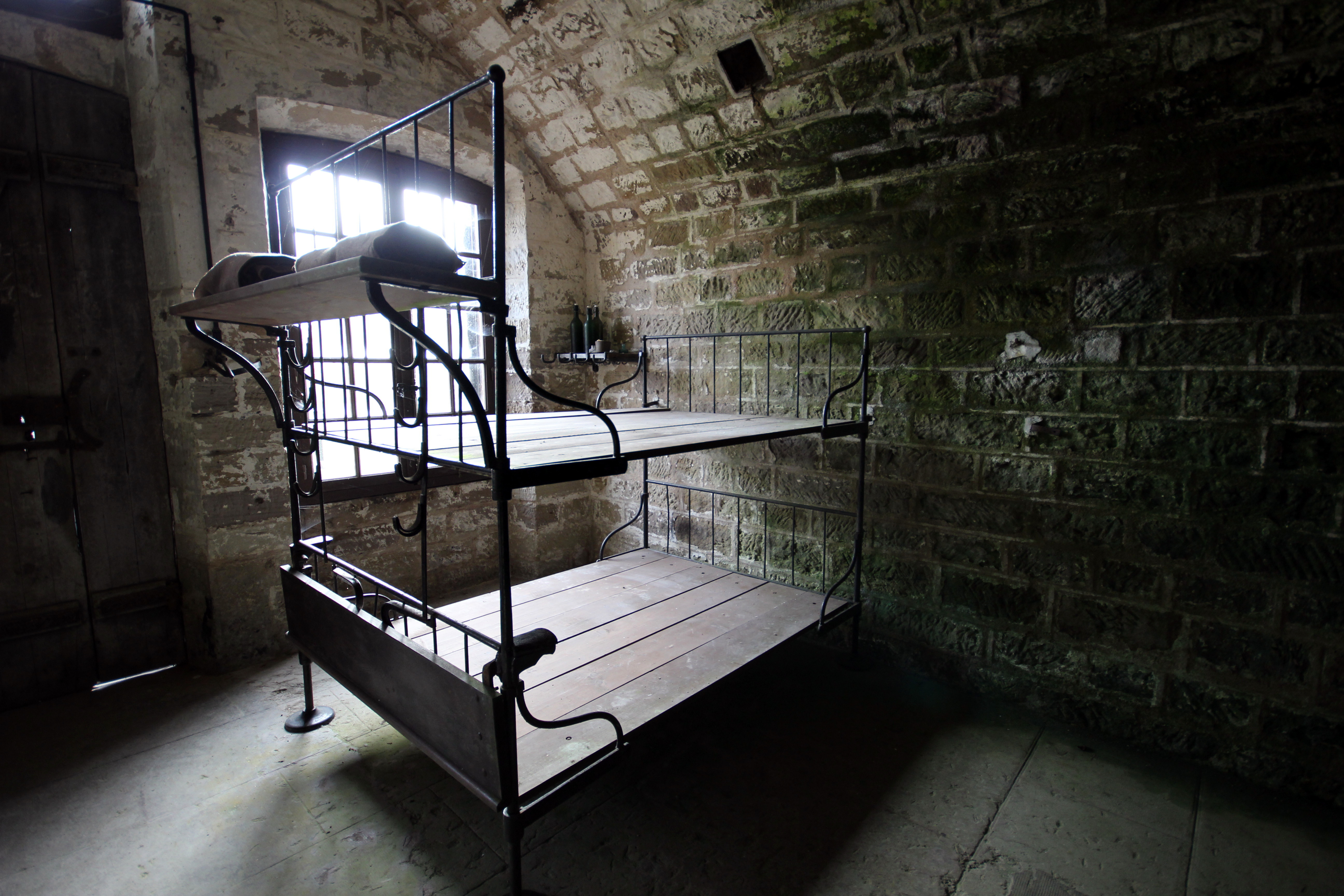
Détail de lit modèle 1876.
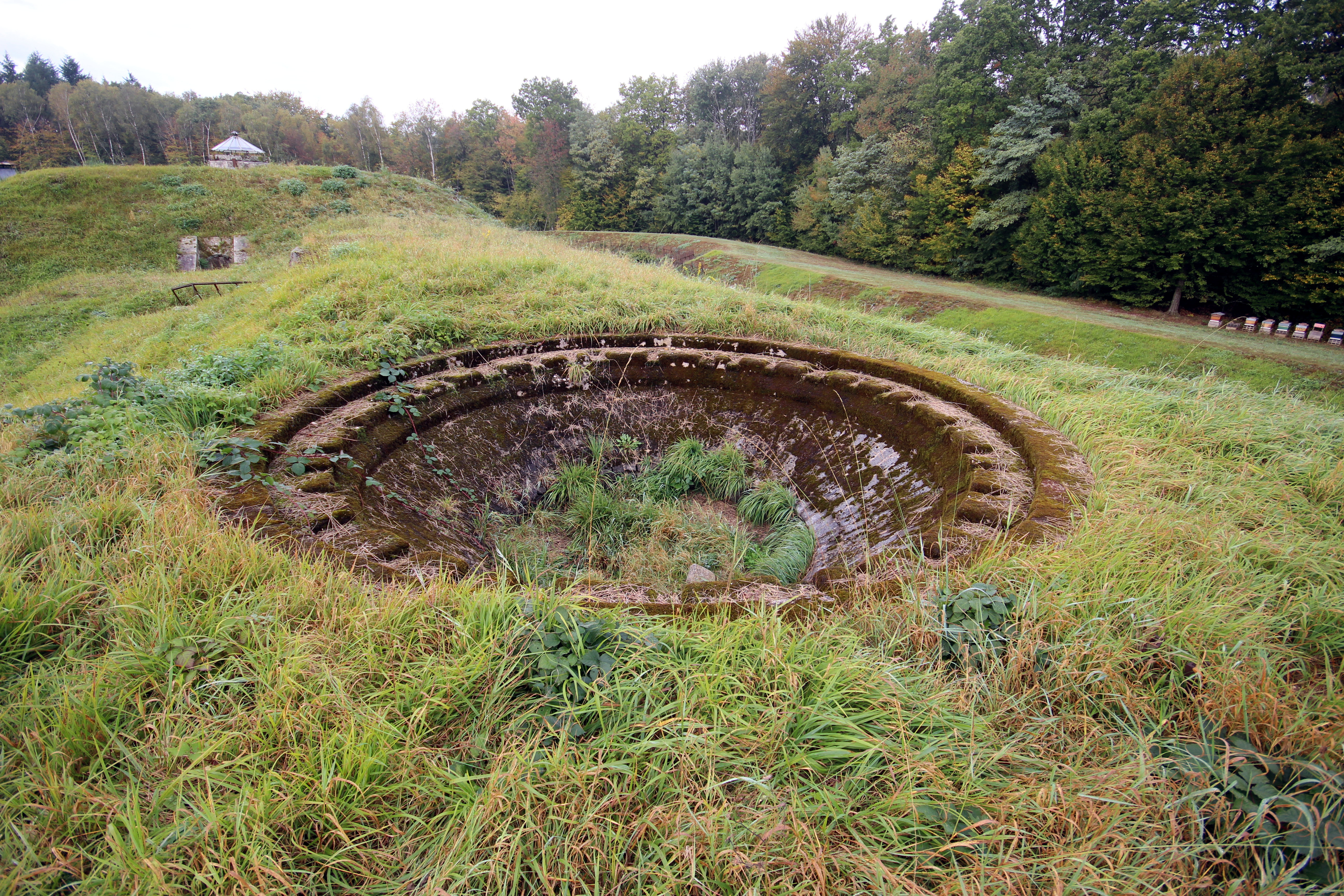
La cuve antiaérienne du saillant III aménagée dans les années 1930.
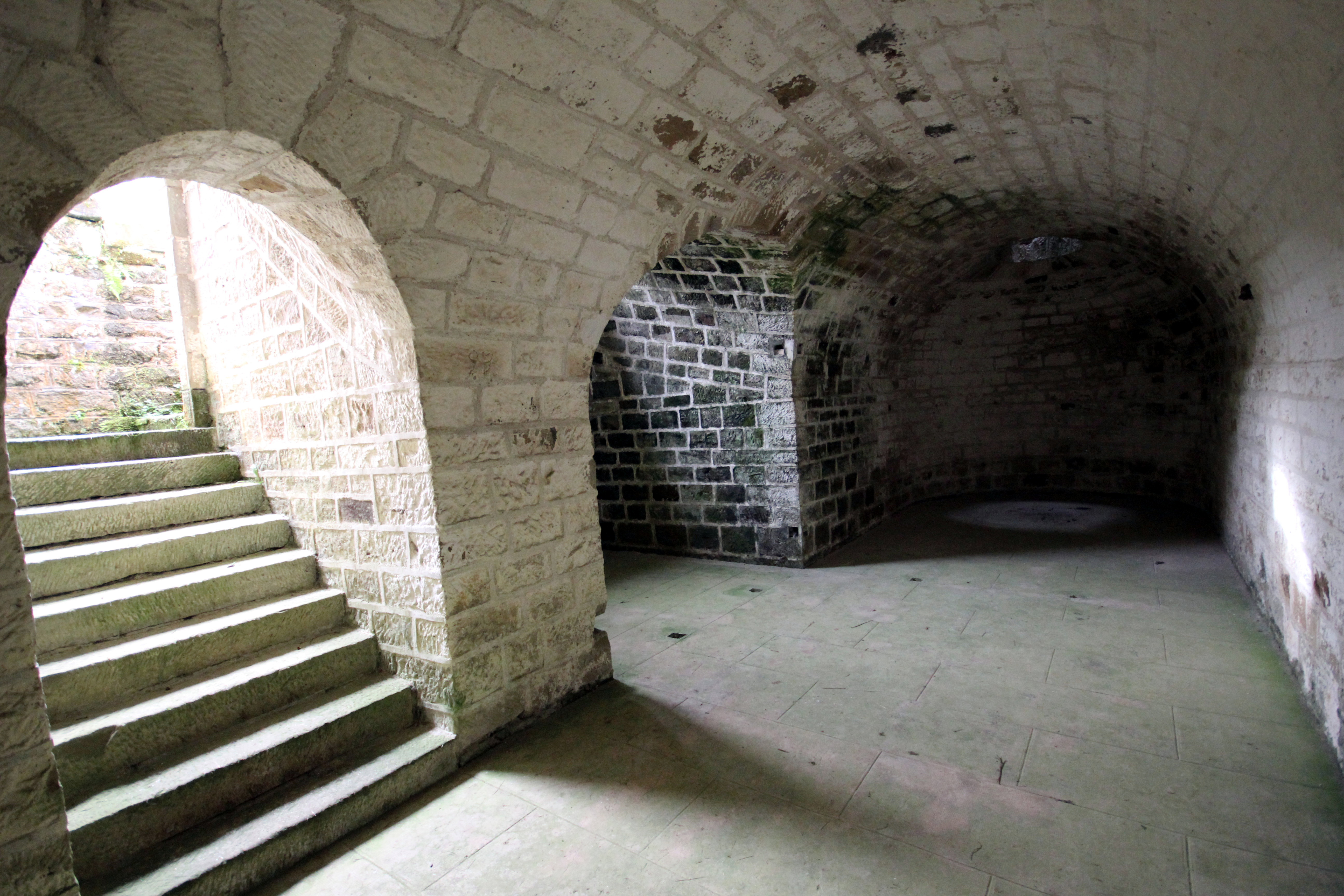
L'intérieur de la traverse-abri isolée du fort.
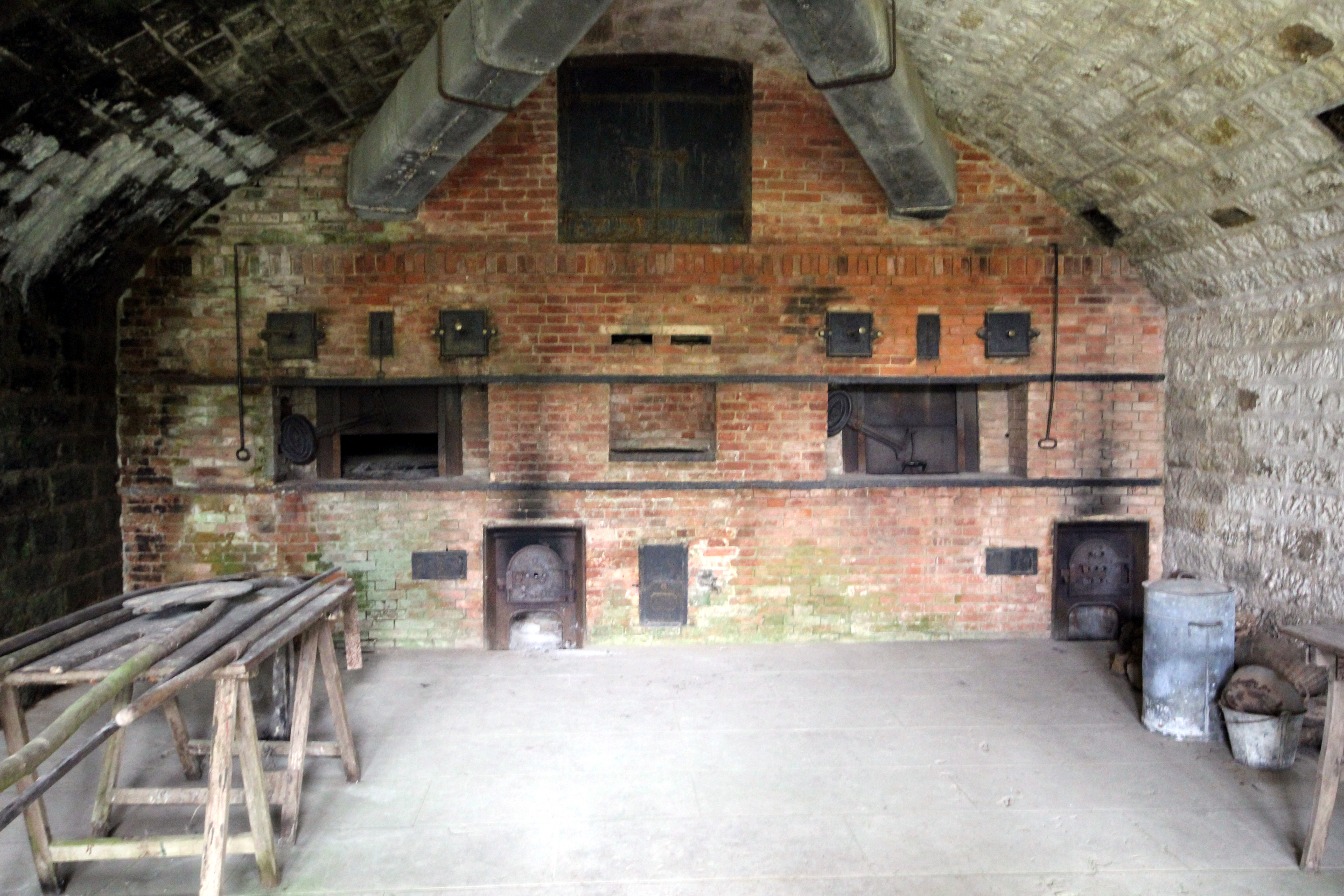
Les deux fours à pain.
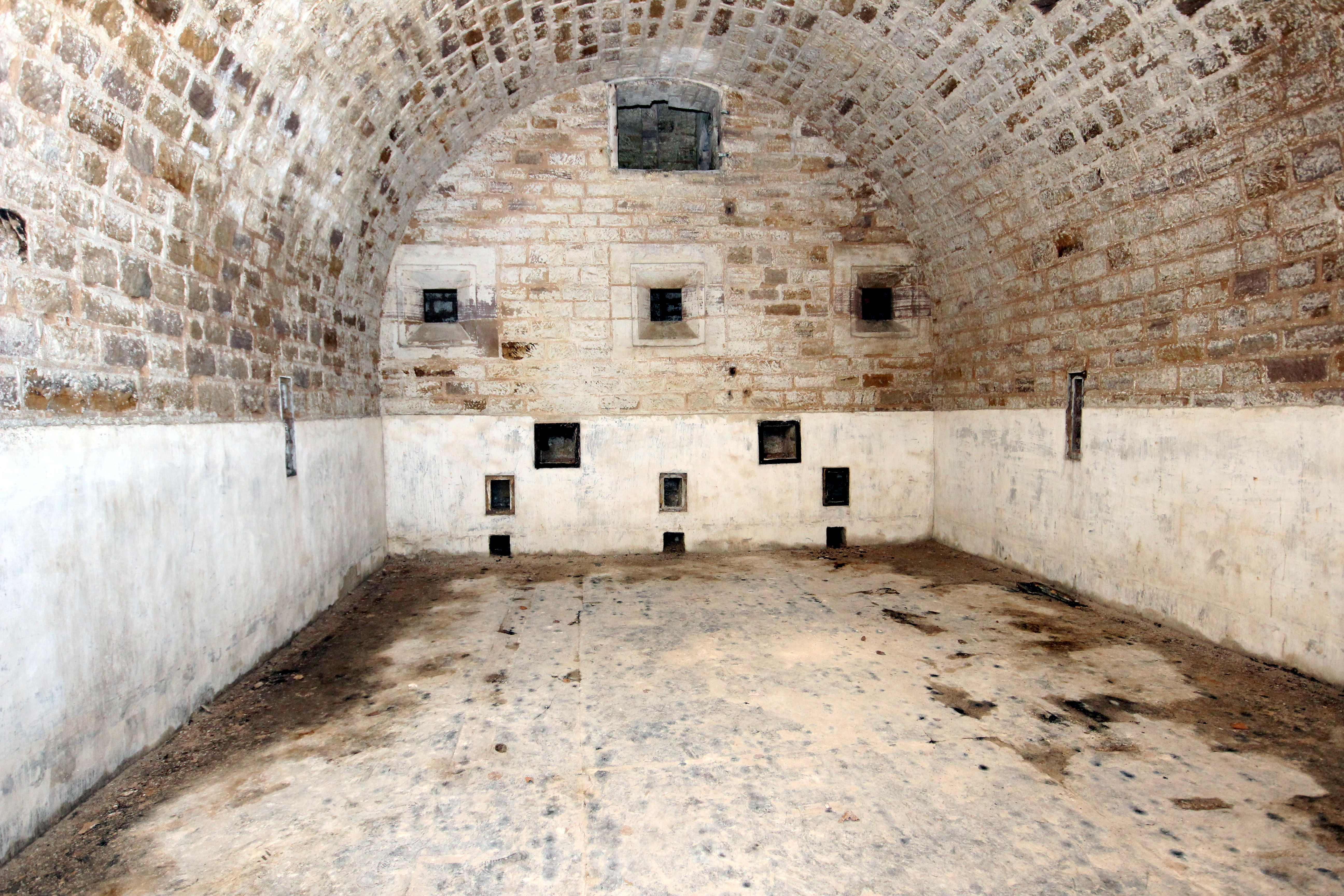
Le magasin à poudre de 30 tonnes de poudre noire.
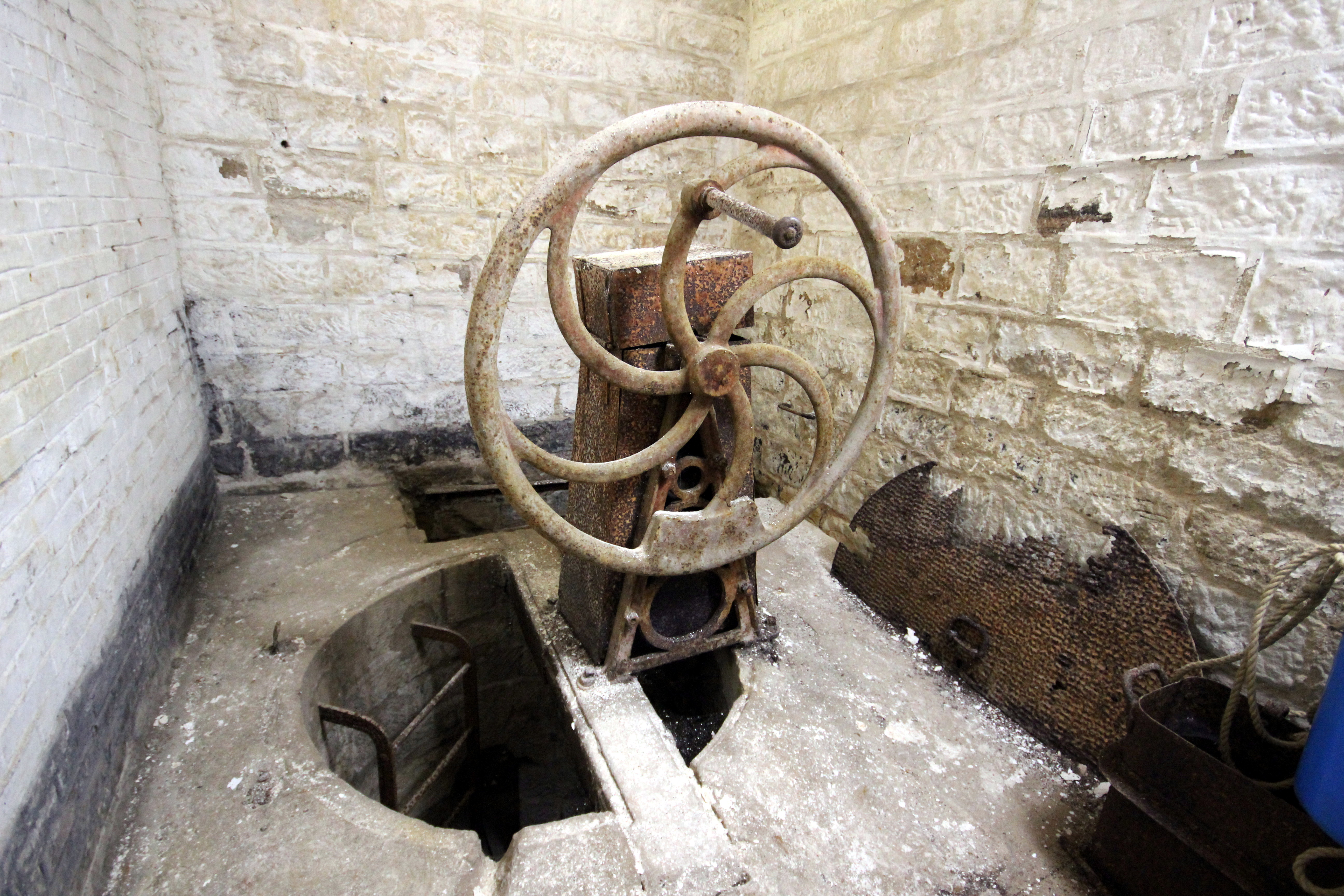
Le puits et sa pompe.
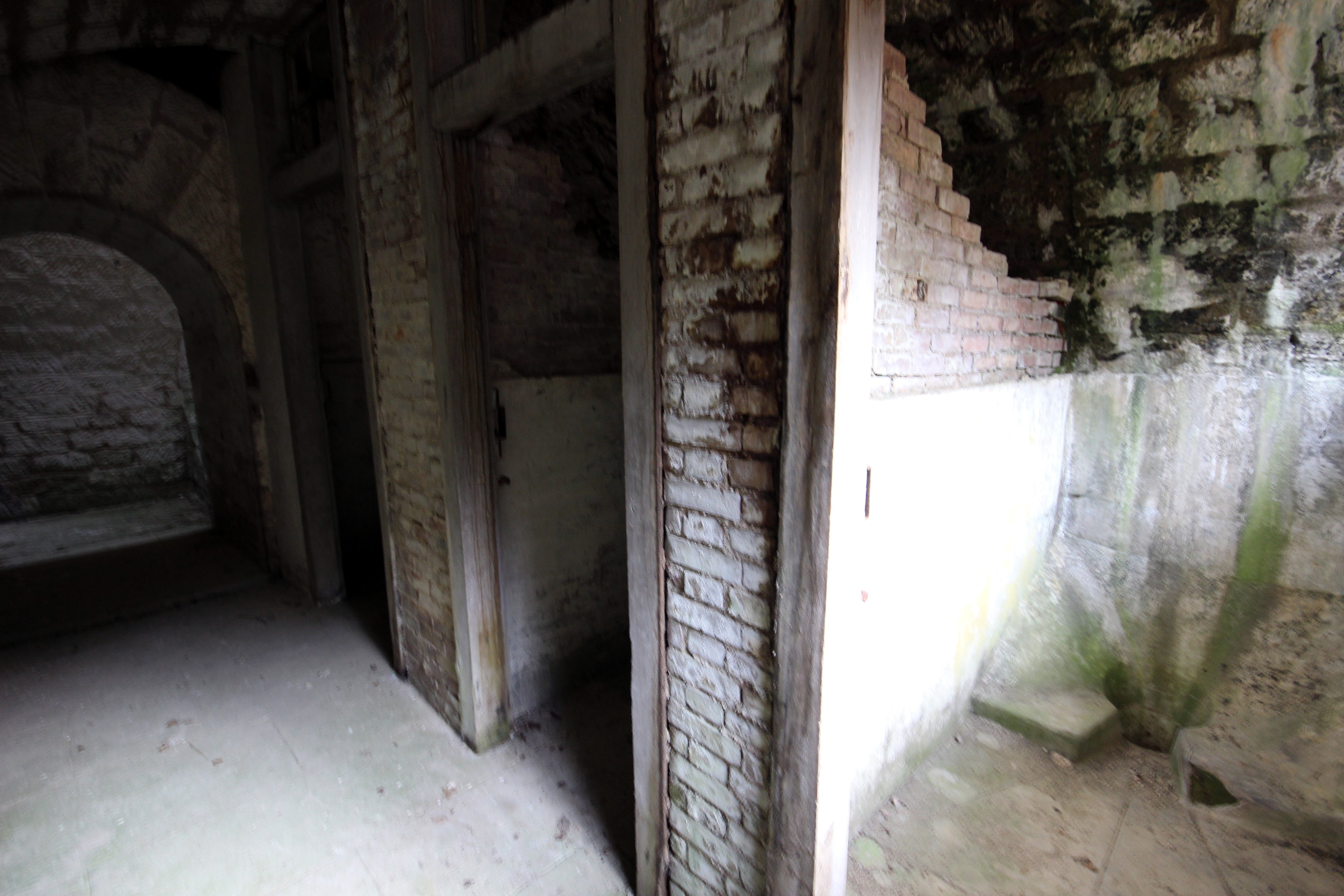
Les latrines des officiers.
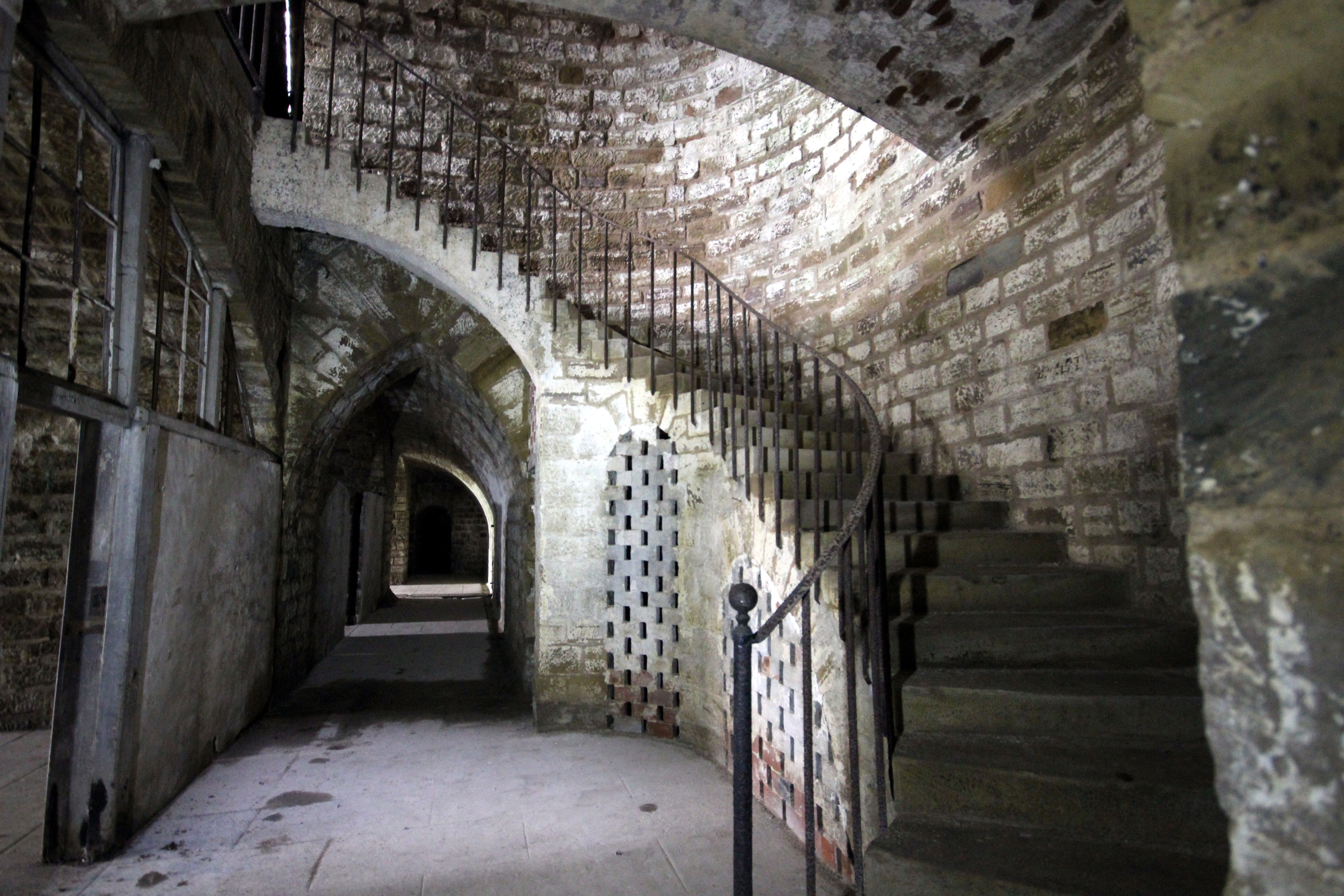
Un escalier d'accès au traverse-abri derrière les chambrées.